# Małgorzata Glinka-Mogentale

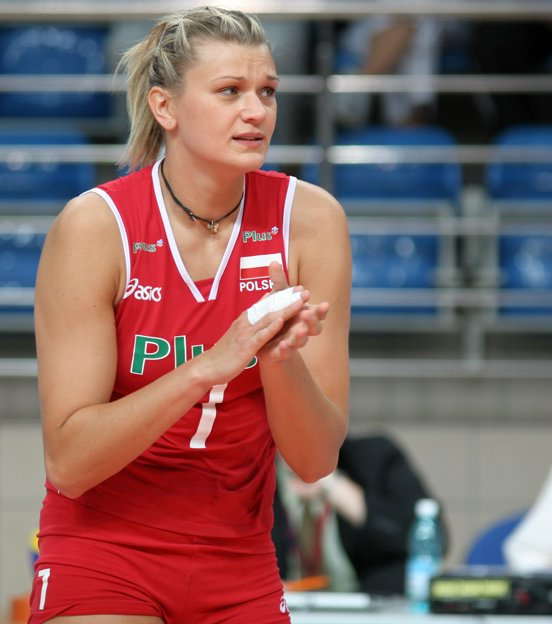
Małgorzata Glinka-Mogentale reprezentantką Polski w 2006 roku

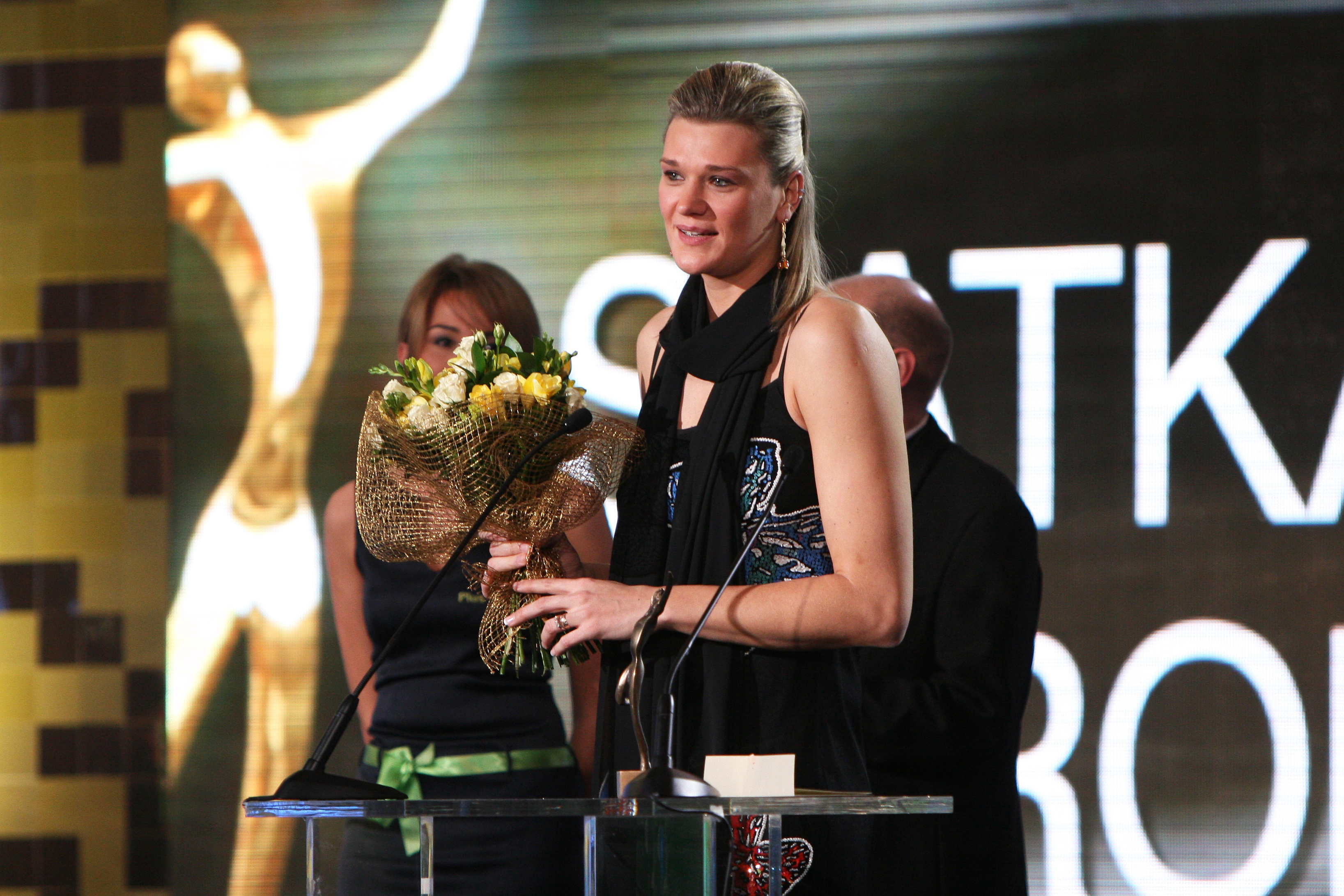
Małgorzata Glinka-Mogentale siatkarką 2008 roku w plebiscycie Siatkarskie Plusy

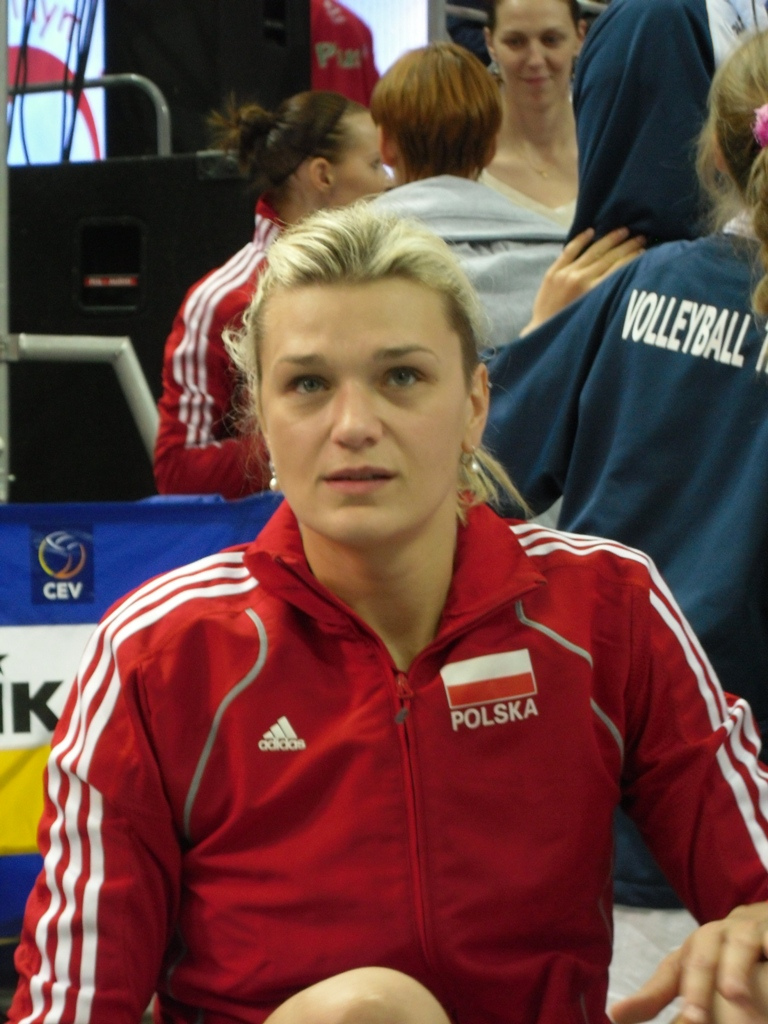
Małgorzata Glinka-Mogentale reprezentantką Polski w Memoriale Agaty Mróz-Olszewskiej 2010

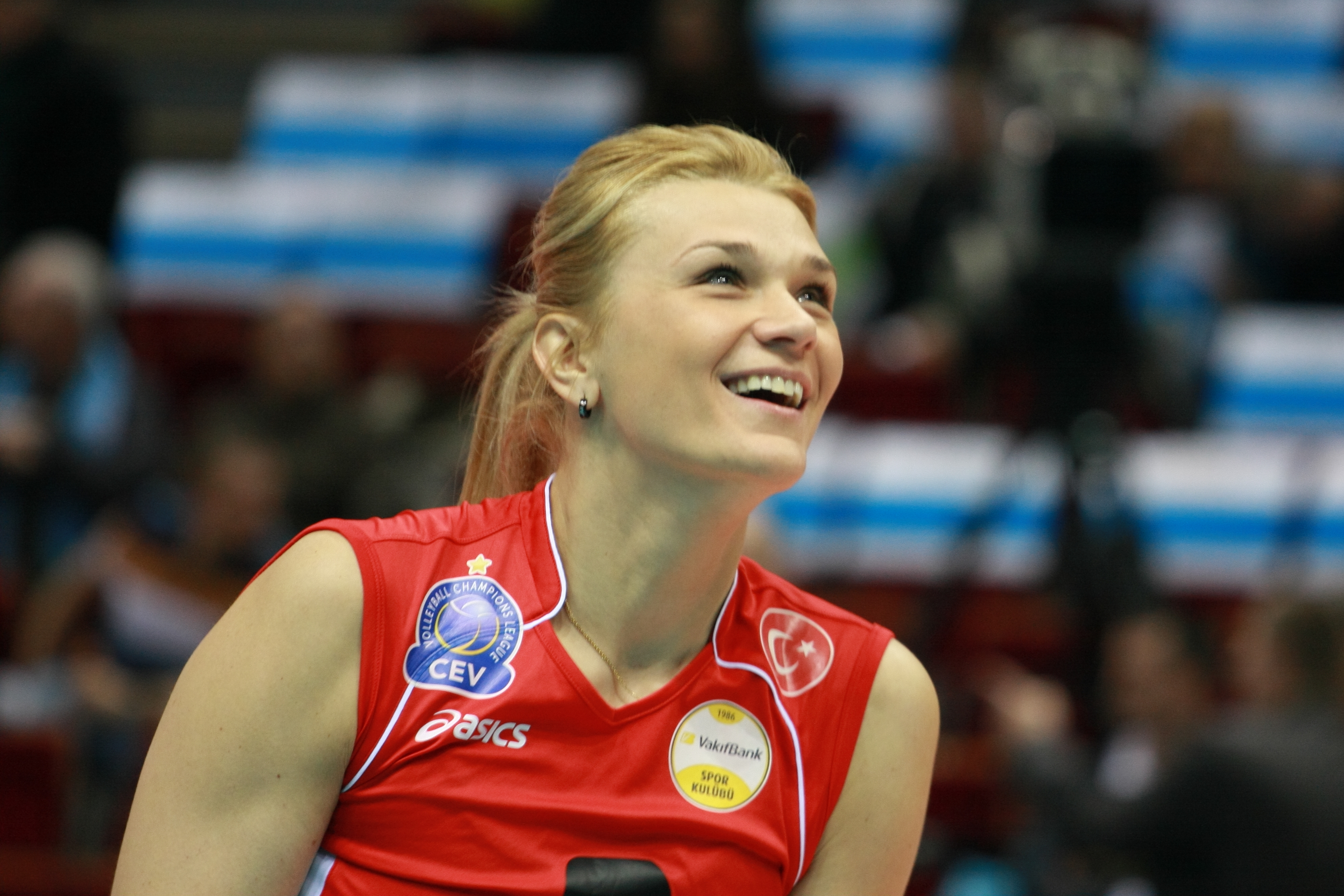
Małgorzata Glinka-Mogentale zawodniczką Vakifbanku Stambuł w sezonie 2012/2013

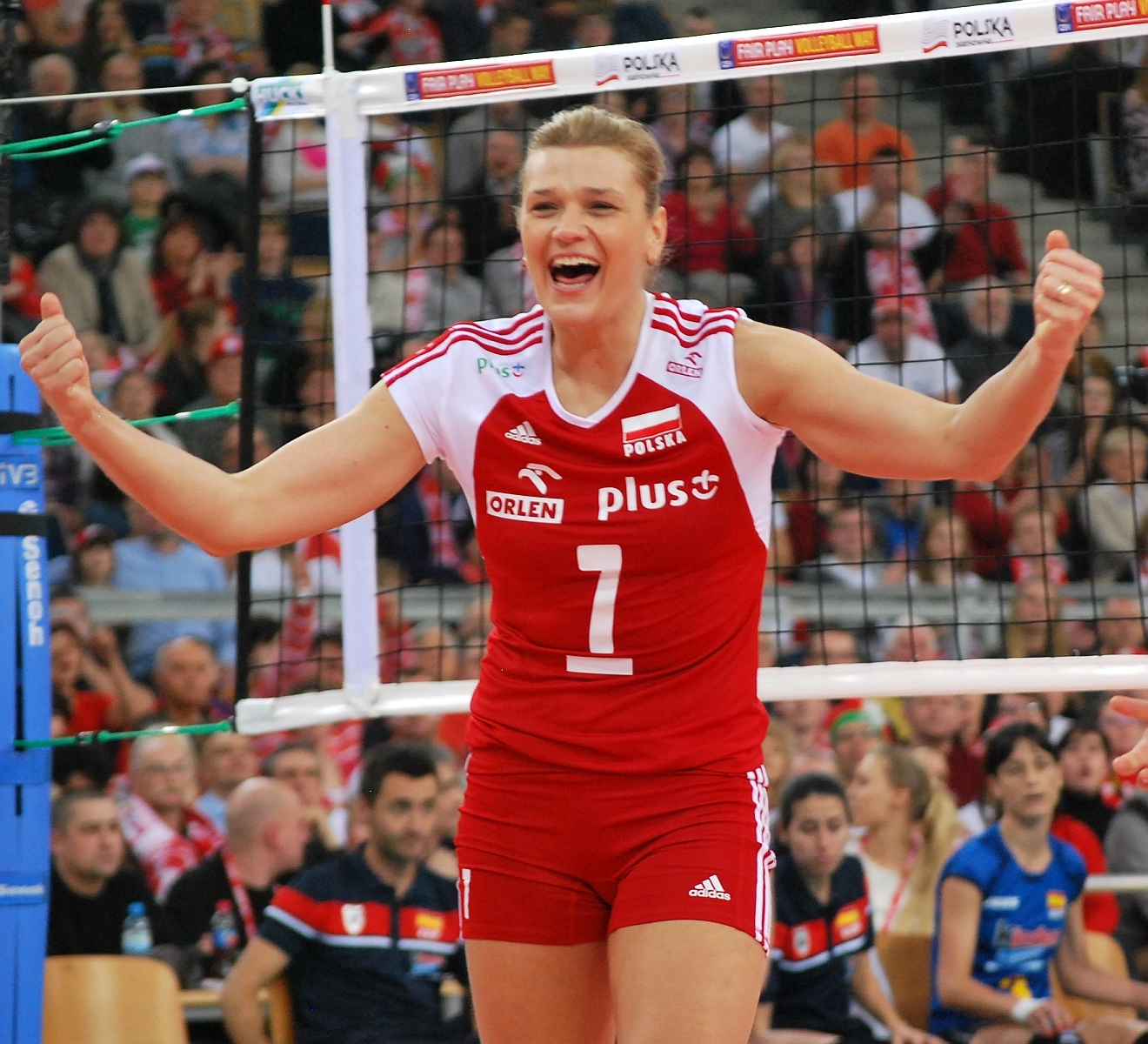
Małgorzata Glinka-Mogentale reprezentantką Polski w europejskich kwalifikacjach do Mistrzostw Świata 2014 rozgrywanych w Atlas Arenie w Łodzi

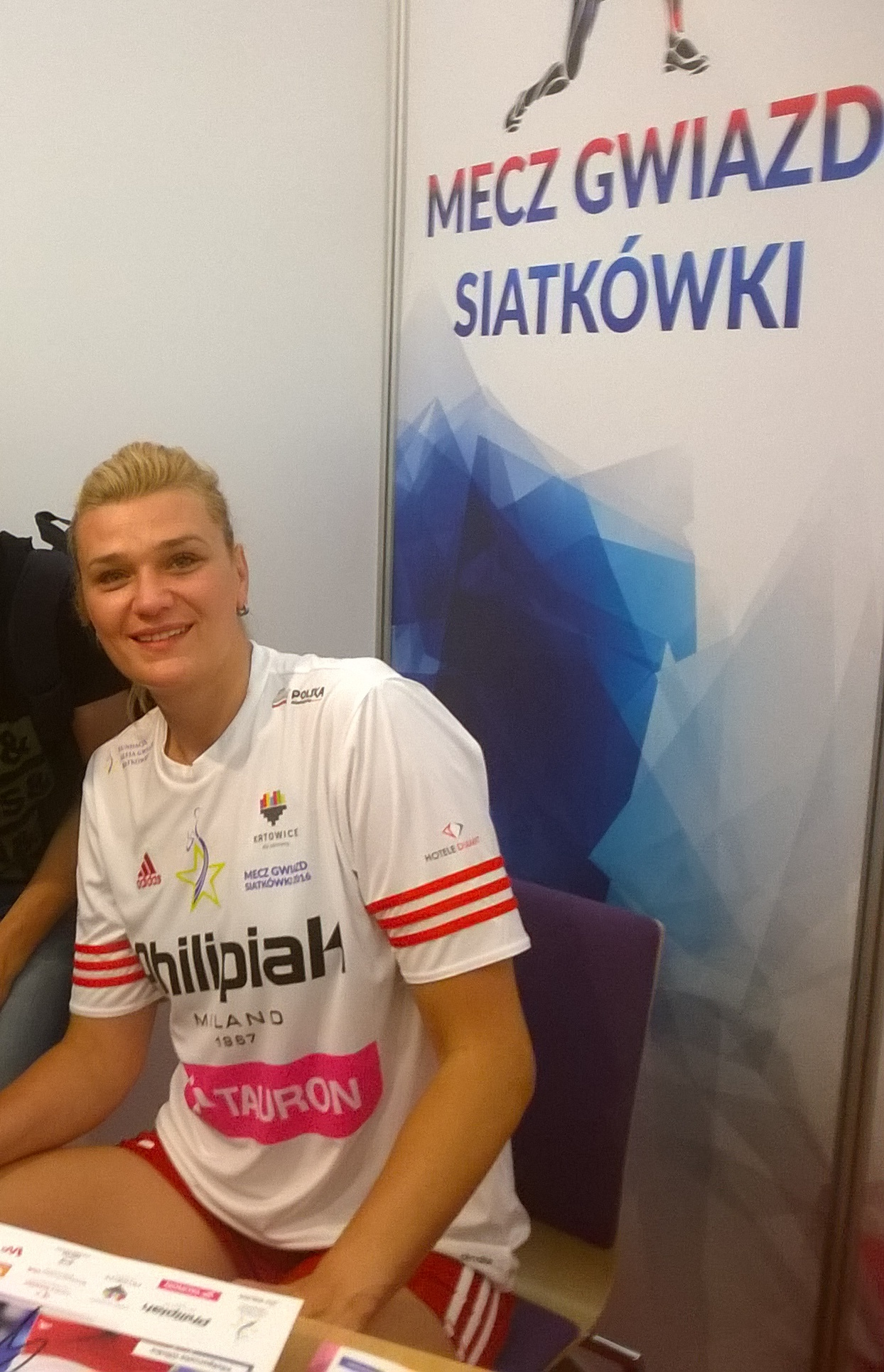
Małgorzata Glinka-Mogentale na spotkaniu z kibicami przed Meczem Gwiazd – Pożegnanie Pawła Zagumnego w katowickim Spodku, 11 września 2016

Małgorzata Barbara Glinka-Mogentale (ur. 30 września 1978 w Warszawie) – polska siatkarka, 286-krotna reprezentantka Polski w latach 1996–2014, olimpijka (Pekin 2008), dwukrotna mistrzyni Europy (2003, 2005), dwukrotna triumfatorka Ligi Mistrzyń (2011, 2013), zdobywczyni Pucharu CEV (2001) i Pucharu Top Teams (2007), najlepsza siatkarka Europy 2003 roku, laureatka CEV Lifetime Award 2013 za całokształt kariery sportowej, MVP (najlepsza zawodniczka) m.in. Pucharu Świata, Mistrzostw Europy, Ligi Mistrzyń czy Pucharu CEV, najlepsza polska siatkarka pierwszej dekady XXI wieku i jedna z najlepszych w tym czasie zawodniczek na świecie.
W latach 90. XX wieku grała na pozycji środkowej bloku, a od 2000 roku występowała na pozycjach atakującej i przyjmującej.

## Życie prywatne
Córka Jacka i Barbary, ma starszą siostrę Dorotę.
W 1997 roku ukończyła klasę sportową w VII Liceum Ogólnokształcącym im. Juliusza Słowackiego w Warszawie.
26 czerwca 2004 w bazylice Ofiarowania NMP w Wadowicach wyszła za mąż za włoskiego siatkarza Roberto Mogentale. Ma dwoje dzieci, córkę Michelle (ur. 2009) i syna Brunona (ur. 2018).

## Kariera sportowa
Karierę rozpoczynała od występów w Skrze Warszawa u trenera Teofila Czerwińskiego (1993–1996). Po roku treningów została uznana za najlepszą zawodniczkę w mistrzostwach nadziei olimpijskich. W 1995 roku wystąpiła na Mistrzostwach Europy kadetek w Barcelonie. Rok później zdobyła brązowy medal na Mistrzostwach Europy juniorek w Ankarze. 5 lipca 1996 roku zadebiutowała w Reprezentacji Polski seniorek w meczu towarzyskim z Niemkami (2:3). W 1997 roku na Mistrzostwach Świata juniorek, które były rozgrywane w Gdańsku, otrzymała nagrodę dla najlepiej atakującej zawodniczki.
W latach 1996–1998 występowała w Dick Black Andrychów, z którym sięgnęła po Puchar Polski, lecz dwukrotnie przegrała w finale Mistrzostw Polski. Lepsza okazywała się drużyna Augusto Kalisz. Glinka została zawodniczką tej drużyny w sezonie 1998–1999, sięgając z nią po drugi w karierze Puchar Polski, a także trzecie z rzędu wicemistrzostwo Polski.
Dzięki udanym występom w polskich zespołach klubowych i drużynie narodowej 21-letnia Polka trafiła do ligi włoskiej.
Była podstawową zawodniczką reprezentacji Polski na Mistrzostwach Europy 1999, Mistrzostwach Europy 2001 i Mistrzostwach Świata 2002. Dorobek meczowy Glinki w kadrze Polski z lat 1996–2002 to przede wszystkim turnieje kwalifikacyjne i mecze towarzyskie bez większej historii (przeważnie zakończone przegraną).
Z drużyną z Vicenzy, w której występowała w latach 1999–2003 trzykrotnie grała w turnieju finałowym Pucharu Konfederacji CEV. W 2000 roku zdobyła srebrny medal, a rok później wygrała Puchar CEV – swoje pierwsze europejskie trofeum, zostając najlepszą zawodniczką Final Four. W 2002 roku zajęła 4. miejsce. Triumfowała w Pucharze i Superpucharze Włoch (2001), współpracowała z najlepszymi włoskimi trenerami.
W 2003 roku zdobyła z reprezentacją Polski mistrzostwo Europy w Ankarze. W półfinale z reprezentacją Niemiec Małgorzata Glinka zdobyła aż 41 punktów, notując rekordową skuteczność ataku i wygrywając ten mecz dla reprezentacji Polski. Na wyczyn „Maggie” złożyło się 37 punktów atakiem, 2 blokiem i 2 z zagrywki. Pamiętne spotkanie nazwano „Glinka-Niemcy 3:2". Ten mecz rozpoczął wielką, międzynarodową karierę tej siatkarki. Przez 10 lat to osiągnięcie z półfinału było absolutnym rekordem największej liczby punktów zdobytych w jednym pojedynku przez polską siatkarkę. Do końca turnieju była najlepiej punktującą zawodniczką (144 punkty w 7 meczach) i otrzymała nagrodę MVP mistrzostw.
12 października 2003 na gali w Wiedniu otrzymała nagrodę CEV dla najlepszej siatkarki 2003 roku w Europie.
Glinka była MVP i najlepiej punktującą zawodniczką Pucharu Świata 2003. W 11 meczach zdobyła aż 213 punktów (188 z ataku, 14 po bloku i 11 z zagrywki).
Nominowana w Plebiscycie Przeglądu Sportowego na 10 najlepszych polskich sportowców 2003 roku, w którym zajęła 4. miejsce.
Pomimo sukcesu w Mistrzostwach Europy, polskie siatkarki nie zakwalifikowały się do Igrzysk Olimpijskich w Atenach. W styczniu 2004 roku przegrały europejskie kwalifikacje w Baku.
W latach 2003–2005 liderka drużyny Asystelu Novara, której trenerką była Jenny Lang Ping. Z tym klubem sięgnęła po Superpuchar i Puchar Włoch. W finale mistrzostw Włoch przegrała jednak po długiej walce z zespołem Foppapedretti Bergamo. W 2005 roku po raz pierwszy zagrała w Final Four Ligi Mistrzyń, zdobywając srebrny medal.
Glinka jest jedyną polską siatkarką, która przekroczyła granicę 2000 punktów we włoskiej Serie A. W pierwszym sezonie (1999/2000) w którym jeszcze grała na pozycji środkowej zdobyła 334 punkty, w drugim (2000/2001 – już na ataku) 204 punkty, w trzecim sezonie (2001/2002) zgromadziła liczbę aż 490 punktów, natomiast w czwartym (2002/2003) 382 punkty. W piątym roku gry we Włoszech (2003/2004) zdobyła 490 punktów, zajmując 3. miejsce w klasyfikacji najlepiej punktujących serie A, a w szóstym, ostatnim sezonie (2004/2005) miała dorobek 435 punktów. Przez sześć lat gry (1999–2005) w najlepszej lidze świata zdobyła 2335 punktów.
W 2005 roku w Zagrzebiu zdobyła wraz z reprezentacją drugie z rzędu mistrzostwo Europy. Wraz z Dorotą Świeniewicz były największymi liderkami zespołu. Glinka w 7 meczach zdobyła 138 punktów (najwięcej z pozostałych polskich siatkarek) zajmując 4. miejsce w klasyfikacji najlepiej punktujących zawodniczek turnieju.
Zajęła wraz z drużyną narodową 4. miejsce na Pucharze Wielkich Mistrzyń 2005. W 5 meczach zdobyła 75 punktów, zajmując 4. miejsce w rankingu najlepiej punktujących siatkarek.
22 listopada 2005 roku została odznaczona Krzyżem Kawalerskim Orderu Odrodzenia Polski.
W sezonie 2005/2006 była zawodniczką francuskiego zespołu RC Cannes. Zagrała z nim w swoim drugim Final Four Ligi Mistrzyń w karierze, znów zdobywając srebrny medal. Z drużyną wygrała Puchar i Mistrzostwo Francji.
20 maja 2006 roku jako pierwsza kobieta trafiła do Alei Gwiazd Siatkówki w Miliczu.
Glinka po turnieju World Grand Prix 2006 została wykluczona przez trenera Andrzeja Niemczyka z kadry przygotowującej się do Mistrzostw Świata 2006 w Japonii.
W sezonie 2006/2007 grała w czwartym kraju w swojej karierze – Hiszpanii. Broniła barw zespołu Gruppo Murcia 2002 wraz z Agatą Mróz. Drużyna wywalczyła Superpuchar, Puchar Królowej (inaczej: Puchar Hiszpanii) i mistrzostwo Hiszpanii. Klub wygrał też Puchar Top Teams Cup. Było to drugie europejskie trofeum w klubowej karierze Glinki (po Pucharze CEV z 2001 roku).
Na Mistrzostwach Europy 2007 wróciła do reprezentacji. Została wybrana na najlepiej atakującą zawodniczkę turnieju. Wystąpiła też na Pucharze Świata 2007.
W sezonie 2007/2008 wraz z zespołem Gruppo Murcia znów sięgnęła po Superpuchar, Puchar i mistrzostwo Hiszpanii, jednak znów nie udało się wywalczyć zwycięstwa w Lidze Mistrzyń – w swoim trzecim turnieju finałowym w karierze zajęła 4. miejsce.
W 2008 roku w Halle na europejskich kwalifikacjach znów nie udało się polskim siatkarkom awansować na Igrzyska Olimpijskie. Dopiero na Światowym Turnieju Kwalifikacyjnym do Igrzysk Olimpijskich w Pekinie 2008 Glinka wywalczyła z reprezentacją awans na olimpiadę – pierwszą od 40 lat w polskiej, żeńskiej siatkówce. Była jedną z najskuteczniejszych siatkarek zawodów, a najlepszą akcją turnieju była jej obrona nogą w meczu z Tajlandią.
Po Igrzyskach Olimpijskich w Pekinie zawiesiła karierę.
Powróciła do siatkówki w 2010 roku po dwuletnim urlopie macierzyńskim. Jej pierwszym turniejem po długiej przerwie był Memoriał Agaty Mróz-Olszewskiej 2010, na którym zdobyła tytuł MVP. Wraz z reprezentacją Polski wystąpiła na Mistrzostwach Świata 2010, gdzie była liderką drużyny. Mecz o 9. miejsce przeciwko Chinkom, wygrany przez Polskę 3:0, był ostatnim meczem Małgorzaty Glinki-Mogentale w reprezentacji Polski, gdyż „Maggie” ogłosiła zakończenie reprezentacyjnej kariery. Przez 14 lat występów (1996–2010) rozegrała w kadrze 283 spotkania.
W latach 2010–2013 występowała w tureckim Vakıfbank Güneş Sigorta Stambuł. Jej trenerem był Giovanni Guidetti. W 2011 roku wygrała z tym zespołem Ligę Mistrzyń, zdobywając nagrodę MVP turnieju finałowego i będąc drugą po Dorocie Świeniewicz polską siatkarką, która zdobyła wszystkie trzy europejskie puchary. Było to czwarte Final Four w karierze Glinki w czwartym kraju (poza Polską). W 2011 roku zdobyła klubowe wicemistrzostwo świata, dwukrotnie zdobywała srebrny medal ligi tureckiej (w 2011 i 2012 roku).
W sezonie 2012/2013 wraz z pozostałymi zawodniczkami VakıfBanku Stambuł osiągnęła rekordowy wyczyn w klubowej siatkówce. Turecki zespół w przeciągu całego sezonu rozegrał 47 meczów i wygrał wszystkie, nie mając żadnej przegranej. Triumfował we wszystkich trzech rozgrywkach w których uczestniczył – w Pucharze Turcji, Mistrzostwach Turcji i w Lidze Mistrzyń (rekordowe w polskiej siatkówce, piąte Final Four w karierze Glinki oraz drugi triumf w tych rozgrywkach).
28 czerwca 2013 roku na gali w Wiedniu otrzymała nagrodę CEV za całokształt kariery siatkarskiej.
10 sierpnia 2013 roku podpisała kontrakt z Chemikiem Police, tym samym wracając do polskiej ligi po 14 latach gry za granicą.
27 listopada 2013 roku ogłosiła, że zamierza wrócić do reprezentacji Polski, celem pomocy zespołowi w eliminacjach do mistrzostw świata 2014. 28 grudnia 2013 roku trener reprezentacji Polski siatkarek Piotr Makowski ogłosił, że Małgorzata Glinka-Mogentale została nowym kapitanem kadry. Polskim siatkarkom nie udało się jednak wywalczyć awansu na Mistrzostwa Świata. Po dwóch wygranych meczach przegrały trzeci, decydujący o występie na mundialu – z Belgią. Był to jednorazowy powrót Glinki do reprezentacji i jej ostatni występ w biało-czerwonych barwach.
W sezonie 2013/2014 z Chemikiem Police zdobyła Puchar oraz mistrzostwo Polski. W całym sezonie zespół przegrał tylko dwa spotkania. Glinka była najlepiej punktującą zawodniczką Chemika (345 punktów w 26 meczach).
W sezonie 2014/2015 Małgorzata Glinka zdobyła Superpuchar i mistrzostwo Polski oraz zagrała w szóstym turnieju finałowym Ligi Mistrzyń w swojej karierze.
W sierpniu 2015 zakończyła karierę.

## Rekordy
- 41 punktów w półfinale Mistrzostw Europy 2003 z reprezentacją Niemiec było przez 10 lat rekordem największej ilości punktów polskiej siatkarki w spotkaniu reprezentacji. To osiągnięcie wyrównała podczas World Grand Prix 2013 Katarzyna Skowrońska-Dolata[30].
- 2335 punktów w latach 1999–2005 – rekord zdobyczy punktów przez polską siatkarkę we włoskiej serie A
- 14 lat występów w zagranicznych klubach – to największa liczba sezonów poza polską ligą wśród wszystkich polskich siatkarek
- 47 meczów bez porażki w sezonie 2012/2013 – wynik osiągnięty z zespołem VakıfBank Stambuł jest rekordem klubowej siatkówki na świecie
- 6 turniejów finałowych Ligi Mistrzyń ma w swojej karierze Glinka. Jest to największa ilość występów w Final Four LM wśród wszystkich polskich siatkarek

## Styl gry
Glinka jest zawodniczką praworęczną i cechuje się nietypowym atakiem, gdyż wysuwa prawą nogę do przodu (tak robią zawodnicy leworęczni). Pomimo tego, jej atak był uważany za jeden z najszybszych i najsilniejszych na świecie. Jest pierwszą polską siatkarką, która zagrywała z wyskoku.
Glinka jest znana z twardego i ambitnego charakteru. Przez całą swoją karierę była liderką reprezentacji i klubów. Andrzej Niemczyk za jej największą zaletę uważa umiejętność zdobywania punktów w najważniejszych momentach meczu. Tego nauczył ją legendarny trener Hubert Jerzy Wagner, który pracował z „Maggie” w Polsce. Powiedział o Glince: Ona wszystko to, co robi nieprawidłowo, robi dobrze. Obala wszystkie moje teorie.

## Działalność pozasportowa
W 2009 roku Glinka została ambasadorem kampanii „Daj szansę swojemu dziecku. Nie daj szansy AIDS” propagującej badania kobiet w ciąży na obecność wirusa HIV.
W 2014 roku siatkarze Paweł Zagumny i Małgorzata Glinka-Mogentale zostali ambasadorami akcji walki przeciw białaczce i wspomagają Fundację DKMS w powiększeniu bazy dawców komórek macierzystych.

### Książki
- Kamil Składowski, Małgorzata Glinka (2022), Wszystkie odcienie złota, Kraków: Sine Qua Non[36]

## Kluby
| Lata gry  | Klub                           |
| --------- | ------------------------------ |
| 1993-1996 | Skra Warszawa                  |
| 1996-1998 | Dick Black La Festa Andrychów  |
| 1998-1999 | Augusto Kalisz                 |
| 1999-2003 | Metodo Infoplus Vicenza Volley |
| 2003-2005 | Asystel Novara                 |
| 2005-2006 | RC Cannes                      |
| 2006-2008 | Gruppo Murcia 2002             |
| 2010-2013 | Vakıfbank Stambuł              |
| 2013-2015 | KPS Chemik Police              |

## Sukcesy

### Reprezentacyjne
- 1996 –  brązowy medal mistrzostw Europy juniorek
- 2003 –  mistrzostwo Europy
- 2005 –  mistrzostwo Europy
- 2008 – awans i występ z reprezentacją Polski na igrzyskach olimpijskich w Pekinie

### Klubowe
- 1994 –  mistrzostwo Polski kadetek ze Skrą Warszawa
- 1995 –  mistrzostwo Polski juniorek ze Skrą Warszawa
- 1996 –  mistrzostwo Polski juniorek ze Skrą Warszawa[37]
- 1997 –  Puchar Polski z zespołem Dick Black Andrychów
- 1997 –  wicemistrzostwo Polski z zespołem Dick Black Andrychów
- 1998 –  wicemistrzostwo Polski z zespołem Dick Black Andrychów
- 1999 –  Puchar Polski z zespołem Augusto Kalisz
- 1999 –  wicemistrzostwo Polski z zespołem Augusto Kalisz
- 2000 –  2. miejsce w Pucharze CEV z zespołem Minetti Veneto Banca Vinceza[38]
- 2001 –  Puchar CEV z zespołem Minetti Veneto Banca Vinceza[38]
- 2001 –  Puchar Włoch z zespołem MMinetti Veneto Banca Vinceza
- 2001 –  Superpuchar Włoch z zespołem Minetti Veneto Banca Vinceza
- 2002 – 4. miejsce w Pucharze CEV z zespołem Minetti Veneto Banca Vinceza[38]
- 2003 –  Superpuchar Włoch z zespołem Asystel Novara
- 2004 –  Puchar Włoch z zespołem Asystel Novara
- 2004 –  wicemistrzostwo Włoch z zespołem Asystel Novara
- 2005 –  2. miejsce w Lidze Mistrzyń z zespołem Asystel Novara
- 2006 –  2. miejsce w Lidze Mistrzyń z zespołem RC Cannes[39]
- 2006 –  Puchar Francji z zespołem RC Cannes[40]
- 2006 –  mistrzostwo Francji z zespołem RC Cannes[41]
- 2006 –  Superpuchar Hiszpanii z Gruppo 2002 Murcia[42]
- 2007 –  Puchar Królowej (Puchar Hiszpanii) z Gruppo 2002 Murcia
- 2007 –  Puchar Top Teams Cup z Gruppo 2002 Murcia
- 2007 –  mistrzostwo Hiszpanii z Gruppo 2002 Murcia
- 2007 –  Superpuchar Hiszpanii z Gruppo 2002 Murcia
- 2008 –  Puchar Królowej (Puchar Hiszpanii) z Gruppo 2002 Murcia[43]
- 2008 – 4. miejsce w Lidze Mistrzyń z Gruppo 2002 Murcia
- 2008 –  mistrzostwo Hiszpanii z Gruppo 2002 Murcia
- 2011 –  zwycięstwo w Lidze Mistrzyń z VakifBank Güneş Sigorta Türk Telekom Stambuł
- 2011 –  wicemistrzostwo Turcji z VakifBank Güneş Sigorta Türk Telekom Stambuł
- 2011 –  Klubowe Wicemistrzostwo Świata z VakifBank Güneş Sigorta Türk Telekom Stambuł
- 2012 –  wicemistrzostwo Turcji z VakifBank Güneş Sigorta Türk Telekom Stambuł
- 2013 –  Puchar Turcji z VakifBank Güneş Sigorta Türk Telekom Stambuł
- 2013 –  zwycięstwo w Lidze Mistrzyń z VakifBank Güneş Sigorta Türk Telekom Stambuł
- 2013 –  mistrzostwo Turcji z VakifBank Güneş Sigorta Türk Telekom Stambuł
- 2014 –  Puchar Polski z Chemikiem Police
- 2014 –  mistrzostwo Polski z Chemikiem Police
- 2014 –  Superpuchar Polski z Chemikiem Police
- 2015 – 4. miejsce w Lidze Mistrzyń z Chemikiem Police
- 2015 –  mistrzostwo Polski z Chemikiem Police

### Nagrody indywidualne, wyróżnienia
- 1994 – MVP turnieju nadziei olimpijskich[37]
- 1995 – najlepiej atakująca Mistrzostw Polski juniorek
- 1996 – najlepiej atakująca Mistrzostw Polski juniorek
- 1997 – najlepiej atakująca Mistrzostw Świata juniorek
- 2001 – MVP turnieju finałowego Pucharu CEV
- 2002 – nagroda za „najsilniejszy atak” podczas Meczu Gwiazd włoskiej Serie A[44]
- 2003 – najlepiej punktująca Mistrzostw Europy
- 2003 – MVP Mistrzostw Europy
- 2003 – uznana najlepszą siatkarką Europy 2003 przez CEV[45]
- 2003 – najlepiej punktująca Pucharu Świata
- 2003 – MVP Pucharu Świata
- 2004 – 4. miejsce w Plebiscycie Przeglądu Sportowego 2003
- 2004 – MVP Pucharu Włoch[46]
- 2004 – najlepiej punktująca Turnieju Kwalifikacyjnego do Grand Prix[47]
- 2005 – medal PZPS za wybitne zasługi w rozwoju polskiej piłki siatkowej[48]
- 2005 – Krzyż Kawalerski Orderu Odrodzenia Polski – 22 listopada[49]
- 2006 – MVP ligi francuskiej[50]
- 2006 – najlepsza polska atakująca 2005 Roku w plebiscycie miesięcznika „Super Volley”[51]
- 2006 – dołączenie do Alei Gwiazd Siatkówki w Miliczu – 20 maja[52]
- 2007 – MVP fazy play-off ligi hiszpańskiej
- 2007 – MVP ligi hiszpańskiej[53]
- 2007 – najlepiej atakująca Mistrzostw Europy
- 2007 – MVP Superpucharu Hiszpanii[54]
- 2008 – najlepiej atakująca Turnieju Kwalifikacyjnego do Igrzysk w Pekinie
- 2009 – Siatkarka 2008 Roku w plebiscycie Siatkarskie Plusy
- 2010 – MVP II Memoriału Agaty Mróz – Olszewskiej
- 2011 – MVP turnieju finałowego Ligi Mistrzyń[55]
- 2011 – najlepiej punktująca finałów ligi tureckiej
- 2012 – najlepiej atakująca finałów ligi tureckiej
- 2012 – najlepiej zagrywająca finałów ligi tureckiej
- 2012 – najlepiej punktująca finałów ligi tureckiej
- 2013 – nagroda od działaczy klubu VakıfBank Stambuł[56]
- 2013 – nagroda za całokształt kariery przyznana przez CEV[57][58]
- 2014 – MVP Superpucharu Polski